# Посредник (шаблон)
Посредник (на английски: Mediator) е поведенчески шаблон за дизайн, който се използва в обектно-ориентираното програмиране.